# Universo de Películas Animadas de DC
El universo de Películas Animadas de DC (UPADC) (en inglés: DC Animated Movie Universe, DCAMU) es un término usado para una serie de películas animadas basadas en la continuidad de The New 52 de DC Comics, y producidas por Warner Bros. Animation.
Este universo fue mostrado por primera vez en la escena poscréditos de la película Liga de la Justicia: Paradoja del Tiempo, con sus eventos continuando en Liga de la Justicia: Guerra.
Estas películas forman parte del Universo de Películas Animadas Originales de DC, pero no comparten la misma continuidad con las películas fuera de las secuelas de Liga de la Justicia: Guerra y El Hijo de Batman.
El universo consta de 17 películas, la primera película de este Universo es Liga de la Justicia: Paradoja del Tiempo, estrenada en 2013. La última película de este Universo, es Justice League Dark: Apokolips War estrenada en 2020, junto al corto secuela Constantine - The House of Mystery.

## Películas
| Película                               | Fecha de lanzamiento | Director(es)                  | Guionista(s)                     | Historia                              | Productor(es)         |
| -------------------------------------- | -------------------- | ----------------------------- | -------------------------------- | ------------------------------------- | --------------------- |
| Justice League: The Flashpoint Paradox | 30 de julio de 2013  | Jay Oliva                     | Jim Krieg                        | Jim Krieg                             | James Tucker          |
| Justice League: War                    | 21 de enero de 2014  | Jay Oliva                     | Heath Corson                     | Heath Corson                          | James Tucker          |
| Son of Batman                          | 22 de abril de 2014  | Ethan Spaulding               | Joe R. Lansdale                  | James Robinson                        | James Tucker          |
| Justice League: Throne of Atlantis     | 13 de enero de 2015  | Ethan Spaulding               | Heath Corson                     | Heath Corson                          | James Tucker          |
| Batman vs. Robin                       | 7 de abril de 2015   | Jay Oliva                     | J. M. DeMatteis                  | J. M. DeMatteis                       | James Tucker          |
| Batman: Bad Blood                      | 20 de enero de 2016  | Jay Oliva                     | J. M. DeMatteis                  | J. M. DeMatteis                       | James Tucker          |
| Justice League vs. Teen Titans         | 29 de marzo de 2016  | Sam Liu                       | Bryan Q. Miller and Alan Burnett | Bryan Q. Miller                       | James Tucker          |
| Justice League Dark                    | 24 de enero de 2017  | Jay Oliva                     | Ernie Altbacker                  | J. M. DeMatteis and Ernie Altbacker   | James Tucker          |
| Teen Titans: The Judas Contract        | 4 de abril de 2017   | Sam Liu                       | Ernie Altbacker                  | Ernie Altbacker                       | James Tucker          |
| Suicide Squad: Hell to Pay             | 27 de marzo de 2018  | Sam Liu                       | Alan Burnett                     | Alan Burnett                          | James Tucker          |
| Death of Superman                      | 24 de julio de 2018  | Sam Liu y Jake Castorena      | Peter J. Tomasi                  | Peter J. Tomasi                       | Sam Liu y Amy McKenna |
| Constantine: City of Demons            | 9 de octubre de 2018 | Doug Murphy                   | J.M. DeMatteis                   | J.M. DeMatteis                        | Butch Lukic           |
| Reign of the Supermen                  | 15 de enero de 2019  | Sam Liu                       | Tim Sheridan y Jim Krieg         |                                       | James Tucker          |
| Batman: Hush                           | 20 de julio de 2019  | Justin Copeland               | Ernie Altbacker                  |                                       | Amy McKenna           |
| Wonder Woman: Bloodlines               | 5 de octubre de 2019 | Sam Liu y Justin Copeland     | Mairghread Scott                 | William Moulton Marston y H. G. Peter | Sam Liu y Amy McKenna |
| Justice League Dark: Apokolips War     | 2020                 | Matt Peters y Christina Sotta | Mairghread Scott                 | Christina Sotta y Ernie Altbacker     | James Tucker          |

### La Liga de la Justicia: La paradoja del tiempo(2013)
La película fue lanzada en DVD y Blu-Ray el 30 de julio de 2013 y está basada en la serie de cómics “Flashpoint” de Geoff Johns.
Barry Allen se despierta en una línea de tiempo alternativa, más tarde conocida como Flashpoint, donde entre otras cosas, Barry Allen jamás obtuvo sus poderes, Thomas Wayne es Batman, Superman es vigilado por el Gobierno, Aquaman y Mujer Maravilla lideran a Atlantis y Temischyra en una guerra que ha acabado con Europa y Atom está capturado para ser usado como una Bomba del Juicio Final. Mientras trabaja en su camino para restaurar su antigua línea de tiempo, Barry también debe contender con el Flash Reverso, quien parece estar detrás de todo.
Según la secuencia de los eventos esta película debería ser la primera de todas, ya que se reinicia el universo, haciendo que la siguiente película sea Justice League: War:

### La Liga de la Justicia: Guerra(2014)
Durante una investigación en Gotham, Bruce Wayne / Batman se encuentra con Hal Jordan / Linterna Verde quienes descubren una Caja Madre, causando que Clark Kent / Superman ataque al dúo. Más tarde conocen a Diana Prince / Mujer Maravilla, Barry Allen / Flash, Victor Stone / Cyborg y Billy Batson / Shazam, que deciden unirse y derrotan la amenaza de Darkseid y los Parademonios, quién está en busca de tres Cajas Madres, que los Apokolipsianos planean utilizarlas para terraformar la Tierra.
La película fue estrenada el 21 de enero de 2014, y está basada en el cómic "Liga de la Justicia: Orígenes" por Geoff Johns y Jim Lee. Presenta las voces de Jason O'Mara como Batman, Alan Tudyk como Superman, Michelle Monoghan como Mujer Maravilla, Christopher Gorham como Flash, Justin Kirk como Linterna Verde, Shermar Moore como Cyborg, Sean Astin como Shazam, Steven Blum como Darkseid, y Rocky Carroll como el Dr. Silas Stones. Es la primera película del DC Animated Movie Universe.
La secuela directa de la película, Liga de la Justicia: El Trono de Atlantis, fue estrenada el 13 de enero de 2015.
Según como se desarrolla los eventos en la Liga de la Justicia: Guerra (2014) debería de ser la primera de las películas después del reinicio en Justice League: The Flashpoint Paradox (2013) debido a que es cuando los súper héroes se conocen y forman la liga de la justicia

### El Hijo de Batman(2014)
Talia al Ghul le revela a Bruce Wayne / Batman que tiene un violento hijo, llamado Damian, que fue criado por la organización secreta llamada la Liga de Asesinos dirigida por Ra's al Ghul. Mientras tanto, Slade Wilson / Deathstroke comienza a perseguir a Damian por venganza, ya que él tomó su lugar como heredero del demonio.
La película fue estrenada el 22 de abril de 2014 y está basada en el cómic "Batman and Son" por Grant Morrison y Andy Kubert. La película introduce a Damian Wayne, Slade Wilson / Deathstroke el Pozo de Lazaro y la Liga de Asesinos al universo. La secuela directa de película, Batman vs. Robin, fue estrenada el 22 de abril de 2015.

### La Liga de la Justicia: El Trono de Atlantis(2015)
Durante los eventos de Justice League: War el océano sufrió graves daños que afectaron indirectamente a la Atlántida, Entre otras cosas la muerte del padre de Ocean Master y debido a eso juró declararle la guerra a la superficie. Cuando los Atlantianos atacan un submarino, Cyborg investiga y descubre que los Atlantianos planean un ataque a gran escala liderados por Ocean Master y Black Manta. Mientras todo esto sucede Ocean Master busca a Arthur Curry / Aquaman para revelarle su linaje al mismo tiempo que se alía con la Liga de la Justicia para detener a Amo del Océano, tomar el trono de Atlantis y volverse rey.
La película fue estrenada el 23 de enero de 2015 y está basado en "The Throne of Atlantis" por Geoff Johns e Ivan Reis. La película introduce a Aquaman y la Atlántida al universo.

### Batman contra Robin(2015)
Batman entrena a su hijo Damian para convertirse en el nuevo Robin, aunque él no está completamente de acuerdo con la regla de su padre de "no matar", al tiempo que se revela que una sociedad secreta (Corte de los Búhos) controla Gotham y ha sido responsable de, entre otros crímenes, matar a Thomas y Martha Wayne, al tiempo que un misterioso personaje Talon hace creer a Damian que su destino está con la Corte de los Búhos.
La película fue estrenada el 27 de abril de 2015. La película introduce la Corte de los Búhos. La película está ligeramente basado en el cómic del mismo nombre. La secuela directa de la película, Batman: Bad Blood, fue estrenada en enero de 2016.

### Batman Mala Sangre(2016)
Debido a la desaparición de Bruce Wayne, Dick Grayson toma el manto de Batman y Damian Wayne sale de su retiro de Meditación, los cuales se alía con Batwoman y Batwing; para enfrentar la amenaza de un villano llamado Hereje y la madre de Damian, Talia al Ghul.
La película fue estrenada el 20 de enero de 2016. Esta es una historia original escrita por J. M. DeMatteis. Introduce a Batwoman y Batwing al universo.

### Liga de la Justicia y Jóvenes Titanes: Unión en acción(2016)
Batman convence a Damian a unirse a un grupo de héroes conocidos como los Teen Titans liderados por Koriand’r / Starfire que consisten en Raven, Beast Boy y Blue Beetle. Mientras tanto, un demonio conocido como Trigon posee la Liga de la Justicia que se ven obligados a ser confrontados por los Titanes.
La película se estrenó en WonderCon en Los Ángeles el 26 de marzo de 2016. Presenta a los Teen Titans al universo.
Cuenta con una historia original de Bryan Q. Miller.

### La Liga de la Justicia Oscura(2017)
Después de una serie de ataques demoníacos sobre Gotham, Batman y la Liga de la Justicia solicitan la ayuda de John Constantine que recluta a un equipo de héroes mágicos formado por Zatanna, Boston Brand / Deadman, Jason Blood / Etrigan, Alec Holland / Swamp Thing, y Black Orchid para detenerlos.
La película fue lanzado digitalmente el 24 de enero de 2017 y en DVD y Blu-ray el 7 de febrero de 2017. Es una adaptación de la serie de Peter Milligan Liga de la Justicia Oscura e introduce al equipo del mismo nombre al universo.

### Los jóvenes titanes: El contrato de Judas(2017)
Los Titanes introducen un nuevo miembro al equipo, Terra, que parece tener motivos ocultos al enfrentarse al mercenario, Slade Wilson/Deathstroke, y un culto terrorista dirigido por el Hermano Sangre.
La película fue lanzada el 4 de abril de 2017 y está basada en el cómic "The Judas Contract" de Marv Wolfman y George Perez.

### Escuadrón Suicida: Deuda infernal(2018)
Amanda Waller recluta a un equipo de delincuentes conocido como Task Force X que consiste en Floyd Lawton / Deadshot, Harleen Quinzel / Harley Quinn, George Harkness / Captain Boomerang, Ben Turner / Bronze Tiger y Crystal Frost / Killer Frost para recuperar un objeto místico mientras se enfrentan a un ser inmortal conocido como Vandal Savage.
A pesar de que el equipo aparece en Batman: Assault on Arkham, es la primera película animada basada en el Escuadrón Suicida, ambientada dentro de DCAMU. Presenta una historia original de Alan Burnett y "lo que prometió ser un elenco de voces increíble". La película presenta el Escuadrón Suicida al universo.

### La Muerte de Superman(2018)
Cuándo un monstruo llamado Doomsday llega a la Tierra y comienza a crear un caos, destruyendo todo a su paso, lo que causa que la Liga de la Justicia, y más tarde Lex Luthor, traten de detenerlo. Cuándo todo intento falla, se dan cuenta de que la única manera de vencer a la amenaza es que Superman lo asesine.
A pesar de que la historia fue adaptada previamente en 2007 como Superman: Doomsday, está película tiene cambios significativos y su material debió ser condensado a un tiempo de 75 minutos. La Muerte de Superman fue escrita para ser una adaptación más fiel al cómic original; según Tim Beedle, la película "está menos condensada e incluirá momentos que gustan a los fanes, que no están presentes en Doomsday.

### Constantine: Ciudad de Demonios(2018)
Constantine: City of Demons o Constantine: Ciudad de Demonios en español, sigue la historia de John Constantine, cuando él tiene que ir a ayudar a su viejo amigo Chas Chandler, ya que su hija Tris se encuentra en un coma, el cual se revela que tiene relación al demonio Nergal, con el cual John ya se había encontrado hace unos años cuando se llevó a Astra Logue. Esto le llevará a John Constantine a ir a la ciudad de Los Ángeles, donde buscará al demonio para liberar el alma de la hija de su mejor amigo (Chas Chandler).

### El reinado de los Superhombres(2019)
Seis meses después de la muerte y sacrificio del Superman para derrotar a Doomsday, en el mundo ha aparecido cuatro versiones nuevas y diferentes del héroe: Superboy, Acero, Cyborg Superman, y el Eradicator. Cada uno de ellos es diferente en sus personalidades y estilo que lucha contra el crimen en comparación con el Hombre de Acero original; dejando al mundo preguntándose, si es cierto que Superman ha vuelto a vida. Lois Lane, todavía devastada por la muerte de Clark, decide investigar.
Es la segunda parte de la historia que comenzara con La Muerte de Superman y fue estrenada en enero de 2019. La película está basada en el cómic del mismo nombre, que fue publicado a continuación de La muerte de Superman.

### Batman: Silencio(2019)
Película estrenada en 2019. Un nuevo villano de quien sólo se conoce el nombre, "Hush", emplea a todos los enemigos de Gotham para destruir la vida tanto de Batman, el héroe, como la de Bruce Wayne, el empresario y playboy que ahora mantiene una relación íntima con Selina Kyle, también conocida como "Catwoman". Adaptación de uno de los grandes clásicos del universo DC: Batman: Hush escrito por Jeph Loeb y dibujado por Jim Lee.

### La Liga de la Justicia Oscura: Guerra en Apokolips(2020)
Película estrenada en mayo de 2020. Película que sirve como secuela directa de "Liga de la Justicia Oscura" y Reign of the Supermen. La Liga de la Justicia está decidida a ir a atacar al villano Darkseid a Apokolips, sin embargo, no contaban que todo era un trampa y son derrotados fácilmente por su ejército de Paradoms. Dos años después, luego de que el grupo de héroes fuera derrotado, Darkseid invade la Tierra, y solo quedan John Constantine, Etrigan, Superman y Raven para salvar el universo.

## Recepción
| Película                               | Rotten Tomatos   | IMDb                  |
| -------------------------------------- | ---------------- | --------------------- |
| Justice League: The Flashpoint Paradox | 100% (6 reseñas) | 8.1/10 (40 708 votos) |
| Justice League: War                    | 57% (7 reseñas)  | 7.2/10 (28 397 votos) |
| Son of Batman                          | 64% (11 reseñas) | 6.7/10 (22 341 votos) |
| Justice League: Throne of Atlantis     | 63% (8 reseñas)  | 6.7/10 (18 459 votos) |
| Batman vs. Robin                       | 100% (5 reseñas) | 7.1/10 (18 101 votos) |
| Batman: Bad Blood                      | 100% (5 reseñas) | 6.8/10 (18 637 votos) |
| Justice League vs. Teen Titans         | 80% (5 reseñas)  | 7.0/10 (16 770 votos) |
| Justice League Dark                    | 78% (9 reseñas)  | 7.1/10 (19 224 votos) |
| Teen Titans: The Judas Contract        | 83% (6 reseñas)  | 3.0/10 (11 128 votos) |
| Suicide Squad: Hell to Pay             | 88% (8 reseñas)  | 7.0/10 (9 625 votos)  |
| The Death of Superman                  | 92% (13 reseñas) | 7.3/10 (11 756 votos) |
| Reign of the Supermen                  | 93% (15 reseñas) | 6.8/10 (9 700 votos)  |
| Batman: Hush                           | 88% (17 reseñas) | 6.9/10 (10 532 votos) |
| Wonder Woman: Bloodlines               | 88% (8 reseñas)  | 5.8/10 (3 481 votos)  |
| Justice League Dark: Apokolips War     | 100% (8 reseñas) | 8.1/10 (3 862 votos)  |
| Promedio                               | 83%              | 7.1                   |